# Gruppenselektion
Gruppenselektion ist ein evolutionstheoretisches Konzept, das auf Charles Darwin zurückgeht und 1962 vom britischen Zoologen Vero Wynne-Edwards ausgearbeitet wurde. Das Konzept der Gruppenselektion unterstellt, dass nicht die Individuen, sondern Gruppen von Individuen jene Einheiten sind, auf die die Selektion einwirkt.
Schon früh gab es aber ernsthafte Zweifel daran, dass Gruppenselektion einen entscheidenden Mechanismus der Evolution darstellt. In jüngerer Zeit haben sich einige Evolutionsbiologen für eine Neuentdeckung der Gruppenselektion starkgemacht, allerdings weniger als fundamentaler Mechanismus, sondern eher als emergente Konsequenz der Individualselektion oder als Multilevel-Selektion.

## Problemstellung nach Charles Darwin
Wie kann die Evolution auf Grundlage von Individualselektion auch gemeinschaftliches Verhalten hervorbringen? Darwin stellte sich bereits in Die Abstammung des Menschen und die geschlechtliche Zuchtwahl diese Frage:

„Es ist äusserst zweifelhaft, ob die Nachkommen der sympathischeren und wohlwollenderen Eltern oder derjenigen, welche ihren Kameraden am treuesten waren, in einer grösseren Anzahl aufgezogen wurden als die Kinder selbstsüchtiger und verrätherischer Eltern desselben Stammes. Wer bereit war, sein Leben eher zu opfern als seine Kameraden zu verrathen, wie es gar mancher Wilde gethan hat, der wird oft keine Nachkommen hinterlassen, seine edle Natur zu vererben.“

Seine Antwort fand Darwin in der heute so genannten Gruppenselektion:

„Es lässt sich nicht zweifeln, dass ein Stamm, welcher viele Glieder umfasst, die in einem hohen Grade den Geist des Patriotismus, der Treue, des Gehorsams, Muths und der Sympathie besitzen und daher stets bereit sind, einander zu helfen und sich für das allgemeine Beste zu opfern, über die meisten andern Stämme den Sieg davontragen wird, und dies würde natürliche Zuchtwahl sein.“

Die Selbstorganisation der ‚Stämme‘ erfolge über ‚Lob und Tadel‘, einsichtigem Verstand (auch der Egoist profitiere vom Gemeinschaftserfolg) – und der Religion, so Darwin. Demnach gebe es also auch Selektionsprozesse jenseits der Individualselektion beziehungsweise der Verwandtenselektion.
Wie sich später zeigte, benötigen diese Kooperation-stabilisierenden Mechanismen, die schon Darwin nennt, also Reputation und Sanktion (‚Lob und Tadel‘), das Konzept der Gruppenselektion nicht. Man kann auch feststellen, dass schon Darwin Probleme mit dem Konzept der Gruppenselektion hatte, da es dem von ihm entdeckten Prinzip der Individualselektion widersprach, vor allem im Hinblick auf die Entstehung von gemeinschaftlichem Verhalten:

„Man könnte aber nun fragen: woher kam es, dass innerhalb eines und desselben Stammes eine grössere Anzahl seiner Glieder zuerst mit socialen und moralischen Eigenschaften begabt wurde und wodurch wurde der Massstab der Vorzüglichkeit erhöht?“

## Die Grundannahmen der Theorie
Im biologisch-evolutionären Sinn definiert man eine Gruppe als eine Menge von Individuen, die wechselseitig den Grad ihrer evolutionären Angepasstheit beeinflussen, sei es für den Bruchteil einer Lebensspanne, sei es für ein Leben oder sei es über mehrere Generationen hinweg. Verwandtschaftliche Beziehung sowie räumliche Nähe spielen dabei nicht notwendigerweise eine Rolle.
Die ursprüngliche Theorie der Gruppenselektion postuliert, dass altruistische (selbstlose) Individuen sich hauptsächlich deshalb so verhalten, weil dies ihrer sozialen Gruppe nützt, deren Chancen auf Fortpflanzung also erhöht und so auch die Vermehrung der Erbanlagen des altruistischen Individuums im Vergleich zu Individuen in weniger altruistischer Gruppen befördert.
Vero Wynne-Edwards unterstellt also eine Selektion, die vorwiegend das Beste für die Gruppe zur Folge hat (daher: Gruppenselektion), während die klassische Evolutionstheorie die Wirkung der Selektion vornehmlich auf der Ebene von Individuen sieht und Effekte auf Gruppenebene (negative und positive) nur als Konsequenz der Individualselektion.
Populäre Beispiele von Gruppenselektion: Wenn eine Gruppe von Tieren gleicher Art infolge ihrer genetischen Ausstattung ihre Fortpflanzungsrate auf ein Niveau unterhalb ihrer Möglichkeiten begrenzt oder auf die Anwendung lebensbedrohlicher Körperteile (‚Waffen‘) verzichtet, so ist diese Gruppe – dieser Theorie zufolge – im Vorteil gegenüber einer Vergleichsgruppe, bei der es solche Begrenzungen nicht gibt und die deshalb Massensterben durch Überbevölkerung und nachfolgendem Nahrungsmangel bzw. Tod und Verletzungen bei Rivalenkämpfen hinnehmen muss.
Wolfgang Wickler merkt in diesem Zusammenhang an: „Verhaltensforscher behaupten im Grunde genommen dasselbe wie Wynne-Edwards, wenn sie davon ausgehen, Kommentkämpfe seien entstanden im Dienste der Erhaltung der Art, weil jeder Beschädigungskampf, der einen Artgenossen gefährdet oder gar vernichtet, gegen das Prinzip von der Erhaltung der Art verstößt.“ Auch die von Konrad Lorenz wiederholt postulierte ‚Tötungshemmung‘ wäre mit dem Konzept der Gruppenselektion umstandslos zu erklären.

## Widersprüche
Der Widerspruch zu dem schon von Darwin erkannten Grundprinzip der Weitergabe von Eigenschaften über die durch Selektion vermittelte differenzielle Fortpflanzung von Individuen ist offenkundig: Wie können sich Individuen erfolgreich fortpflanzen, die ihren Reproduktionserfolg zugunsten anderer (Unverwandter) unter dem potentiell realisierbaren belassen? Ein solches Verhalten speziell ‚zum Wohle der Gruppe‘ (oder der Art) ist evolutionär, das heißt über Generationen hinweg, nicht stabil. Schließlich können Individuen, die ihre eigene Stammlinie bevorzugen, ihren „relativen individuellen Fortpflanzungserfolg“, das heißt den „Anteil ihrer genetischen Information in zukünftigen Populationen“ (= Biologische Fitness), im Vergleich zu den Altruisten stetig erhöhen und letztere schließlich verdrängen. Postulate einer Gruppenselektion (inklusive „zum Wohle der Art“) scheitern immer wieder vor allem an diesem Problem der „evolutionären Stabilität“. (siehe auch Evolutionär stabile Strategie)
Etwa 100 Jahre nach Darwins Bemerkungen zu diesem Konzept zeigte sich zunehmend, dass es nicht funktioniert und schon Darwin zu Recht zweifelte. Modelle zur Erklärung von Gruppenselektion (z. B.) erfuhren zahlreiche Modifikationen, doch keines löst den oben genannten Widerspruch auf. Entweder treffen sie Annahmen über Populationsstrukturen und Genfluss, die so in der Natur keine Entsprechung finden, oder sie vernachlässigen die Bedeutung von vererbten Merkmalen, oder sie verwaschen die Ebenen von Gruppe und Individuum, oder sie verwechseln Ursache und Konsequenz. Wilson & Sober erklären sogar die Verwandtenselektion zu einem Spezialfall von Gruppenselektion, obwohl das Konzept der Gruppenselektion vor allem deshalb formuliert wurde, um Altruismus zwischen Unverwandten zu erklären. Unter verwandten Individuen ist Kooperation ohnehin nicht altruistisch im engeren Sinn, da von Verwandten aufgrund gemeinsamer Vorfahren zum Teil identische genetische Information weitergegeben wird, wie schon William D. Hamilton erkannt hatte. Johan H. Koeslag sieht Gruppenselektion als emergentes Resultat der Individualselektion. Das ist zwar schlüssig, verlässt aber das eigentliche Gruppenselektionsproblem, denn Gruppenselektion im engeren Sinne bedeutet ja gerade, dass Individualselektion im Hinblick auf Kooperation nicht notwendig beziehungsweise sogar kontraproduktiv ist. Auch alle jene Modelle, die Gruppenselektion als Teil einer Multilevel-Selektion betrachten, lösen sich vom ursprünglichen Konzept.
Bis dato ist nicht nur kein Gruppenselektions-Modell verfügbar, das in der Lage wäre, die Entstehung von Altruismus-Gruppen in einer Umwelt mit heterogenen Strategien zu erklären, sondern auch keines, das erklären kann, wie solche – wie auch immer entstandenen – Gruppen unter realistischen Bedingungen evolutionär gegenüber individuellen Strategien stabil sein sollen, ohne seinerseits individuelle Strategien zu Hilfe zu nehmen. Allein die Tatsache, dass verschiedene Phänomene von Kooperation nicht abschließend erklärt sind, ist kein Argument für Gruppenselektion. Viele Beispiele für vermeintliche Selbstlosigkeit sind zudem nach genauer Überprüfung ohne Gruppenselektion erklärbar.
Die Vorstellung, dass Individualselektion im Gegensatz zur Gruppenselektion keine Kooperation zwischen Unverwandten hervorbringen kann, ist ein populärer Irrtum, der immer wieder Motor für die Idee der Gruppenselektion war und ist. Selektion auf der Ebene von Individuen schließt nicht aus, dass es auch Merkmale gibt, die sowohl für das Individuum als auch für die Gruppe von Vorteil sind (beispielsweise Alarmrufe gegen Prädatoren). Wenn Gruppenmitglieder gleichzeitig durch gruppenexterne Einflüsse bedroht werden, dann nähern sich die Interessen der Gruppe jenen der Individuen an. Damit aber Gruppenselektion nennenswert wirksam werden könnte, müsste sich die Reproduktionsrate von ganzen Gruppen jener von Individuen annähern. Dafür gibt es in der Natur nur sehr wenige Beispiele und selbst dann bleibt das Individuum die Reproduktionseinheit und Gruppeneffekte sind im Wesentlichen eine Konsequenz der Individualselektion, was einige moderne Konzepte der Gruppenselektion auch berücksichtigen (z. B.).
Zur Evolution von Kooperation ohne Gruppenselektion sei verwiesen auf z. B.

## Belege
1. 1 2  Vero Wynne-Edwards: Animal Dispersion in Relation to Social Behaviour. Oliver & Boyd, 1962.
2. ↑  G. C. Williams: Adaptation and Natural Selection: A Critique of Some Current Evolutionary Thought. Princetown 1972.
3. ↑  G. C. Williams: Evolution Through Group Selection. Blackwell, 1986.
4. ↑  John Maynard Smith: Group selection and kin selection. In: Nature. Band 201, 1964, S. 1145–1147, doi:10.1038/2011145a0.
5. 1 2 3  Johan H. Koeslag: Evolution of cooperation: cooperation defeats defection in the cornfield model. In: Journal of Theoretical Biology. Band 224, 2003, S. 399–410.
6. ↑  F. McAndrew: New evolutionary perspectives on altruism - multilevel-selection and costly-signaling theories. In: Current Directions in Psychological Science. Band 11, 2002, S. 79–82.
7. 1 2 3  D. S. Wilson, E. Sober: Reintroducing group selection to the human behavioral sciences. In: Behavioral and Brain Sciences. Band 17, 1994, S. 585–654.
8. 1 2  C. Darwin: Die Abstammung des Menschen und geschlechtliche Zuchtwahl. I. Band. Zweite Auflage. Aus dem Englischen übersetzt von J. Victor Carus. E. Schweizerbart’sche Verlagshandlung (E. Koch), Stuttgart 1871, Kapitel 5, S. 141, doi:10.5962/bhl.title.1419
9. ↑  C. Darwin: Die Abstammung des Menschen und die geschlechtliche Zuchtwahl. I. Band. Zweite Auflage. Aus dem Englischen übersetzt von J. Victor Carus. E. Schweizerbart’sche Verlagshandlung (E. Koch), Stuttgart 1871, Kapitel 5, S. 144, doi:10.5962/bhl.title.1419
10. 1 2  E. Fehr, U. Fischbacher, S. Gächter: Strong reciprocity, human cooperation, and the enforcement of social norms. In: Human Nature. Band 13, 2002, S. 1–25.
11. 1 2  E. Fehr, S. Gächter: Altruistic punishment in humans. In: Nature. Band 415, 2002, S. 137–140, doi:10.1038/415137a.
12. ↑  M. Milinski, D. Semmann, H.-J. Krambeck: Reputation helps solve the tragedy of the commons. In: Nature. 2002, S. 424–426, doi:10.1038/415424a.
13. ↑  M. Milinski, D. Semmann, H.-J. Krambeck: Donors to charity gain in both indirect reciprocity and political reputation. In: Proceedings of the Royal Society London, Section B. Band 269, 2002, S. 881–883.
14. ↑  W. Wickler, U. Seibt: Das Prinzip Eigennutz. Ursachen und Konsequenzen sozialen Verhaltens. dtv 1981.
15. 1 2  John Maynard Smith und George R. Price: The logic of animal conflict. In: Nature, Band 246, 1973, S. 15–18, doi:10.1038/246015a0.
16. 1 2  D. C. Dennett: E Pluribus Unum? Commentary on Wilson & Sober: Group Selection. In: Behavioral and Brain Sciences. Band 17, 1994, S. 617–618.
17. ↑  B. S. Low: Why Sex Matters - A Darwinian Look at Human Behaviour. Princeton University Press, 2000.
18. 1 2  R. Trivers: The evolution of reciprocal altruism. In: Quarterly Review of Biology. Band 46, 1971, S. 189–226.
19. 1 2 3  R. Trivers: Social Evolution. Benjamin/Cummings, 1985.
20. ↑  D. S. Wilson, E. O. Wilson: Evolution for the good of the group. In: American Scientist. Band 96, 2008, S. 380–389.
21. ↑  D. S. Wilson, E. O. Wilson: Evolution - Gruppe oder Individuum? In: Spektrum der Wissenschaft. 2009.
22. ↑  E. Sober, D. S. Wilson: Unto Others: The Evolution and Psychology of Unselfish Behavior. Harvard University Press, 1999.
23. 1 2  E. O. Wilson: Kin Selection as the Key to Altruism: its Rise and Fall. In: Social Research. Band 72, 2005, S. 159–166.
24. ↑  D. S. Wilson: A theory of group selection. In: PNAS. Band 72, 1975, S. 143–146.
25. ↑  V. C. Wynne-Edwards: Evolution Through Group Selection. Blackwell Scientific, 1986.
26. ↑  W. D. Hamilton: The genetical evolution of social behaviour. In: International Journal of Theoretical Biology, 7, 1964, S. 1–16.
27. 1 2  Ernst Fehr und Urs Fischbacher: The nature of human altruism. In: Nature. Band 425, 2003, S. 785–791, doi:10.1038/nature02043.
28. ↑  T. Clutton-Brock, M. O’Riain, P. Brotherton, D. Gaynor, R. Kansky, A. Griffin, M. Manser: Selfish sentinels in cooperative mammals. In: Science. Band 284, Nr. 5420, 1999, S. 1640–1644, doi:10.1126/science.284.5420.1640.
29. ↑  R. Axelrod: Die Evolution der Kooperation. Oldenbourg, 2005.
30. ↑  P. M. Kappeler, C. P. van Schaick: Cooperation in Primates and Humans. Mechanisms and Evolution. Springer, 2005.